# Melodi Grand Prix Nordic 2009
De Melodi Grand Prix Nordic 2009 was de vijfde editie van de Melodi Grand Prix Nordic: liedjeswedstrijd. Aan deze editie namen vier landen deel. Het festival vond plaats in Stockholm, Zweden. Het gastland wist uiteindelijk zichzelf tot winnaar te kronen. Ulrik Munther werd met het nummer En vanlig dag de eerste Zweedse laureaat in de geschiedenis van het festival.
Net als in 2008 was er een finale en een superfinale. Het aantal liedjes per land bleef twee, zodat er in totaal acht liedjes deelnamen. Per land ging één lied naar de superfinale.

## Uitslag
| Plaats | Land       | Taal   | Artiest              | Lied                    | Punten |
| ------ | ---------- | ------ | -------------------- | ----------------------- | ------ |
| 1      | Zweden     | Zweeds | Ulrik Munther        | En vanlig dag           | 36     |
| 2      | Denemarken | Deens  | PelleB               | Kun min                 | 28     |
| 3      | Noorwegen  | Noors  | Jørgen Dahl Moe      | Din egen vei            | 20     |
| 3      | Finland    | Zweeds | Amanda Sjöholm       | Jag vill leva           | 20     |
| 5      | Denemarken | Deens  | Engledrys            | Familien-Min bedste ven |        |
| 5      | Finland    | Fins   | The black white boys | Kommer du ihåg mig?     |        |
| 5      | Noorwegen  | Noors  | Mystery              | Rock e sunt             |        |
| 5      | Zweden     | Zweeds | Rebecca Jansson      | Skaffa en annan tjej    |        |

## Scorebord
| Deelnemers | FI | DK | NO | SE |
| ---------- | -- | -- | -- | -- |
| Amanda     |    | 6  | 6  | 8  |
| PelleB     | 8  |    | 8  | 12 |
| Jørgen     | 6  | 8  |    | 6  |
| Ulrik      | 12 | 12 | 12 |    |

2002 · 2006 · 2007 · 2008 · 2009
Denemarken · Finland · Noorwegen · Zweden